# Menstruációs csésze
A menstruációs csésze egyfajta csésze vagy gát, amely a menstruáció ideje alatt a hüvelyen belül hordva felfogja a menstruációs folyadékot. Az elterjedtebb módszerektől eltérően – mint a tampon és az egészségügyi betét – a csésze se nem felszívja, se nem a testen kívül gyűjti össze a folyadékot.

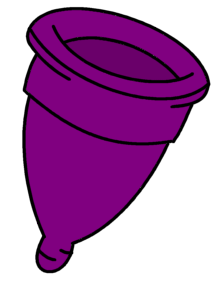
Harang alakú menstruációs csésze

## Története
Az első, harang alakú menstruációs csészét, a tassette-et egy amerikai színésznő, Leona Chalmers találta fel 1937-ben.

## Típusok
A menstruációs csészék többnyire harang alakúak, de vannak kivételek. A legtöbb gyártó orvosi szilikonból készíti a termékeit, habár latexből és termoplasztikus elasztomerekből (TPE) is készülhetnek.
A legtöbb menstruációs csésze újrahasználható, bár léteznek egyszer használhatóak is. Ez a cikk az előbbiekre fókuszál.

## Méretek
A legtöbb gyártó két méretben árusít menstruációs csészéket, egy kisebb és egy nagyobb méretben. A kisebb méretet 30 éven aluli nőknek ajánlják, akik még nem szültek természetes úton. A nagyobb méret azoknak a nőknek ajánlott, akik elmúltak 30 évesek, természetes úton szültek vagy erős a menstruációs vérzésük.

## Lásd még
- Menstruáció

## Külső hivatkozások
- Története